# Піфос

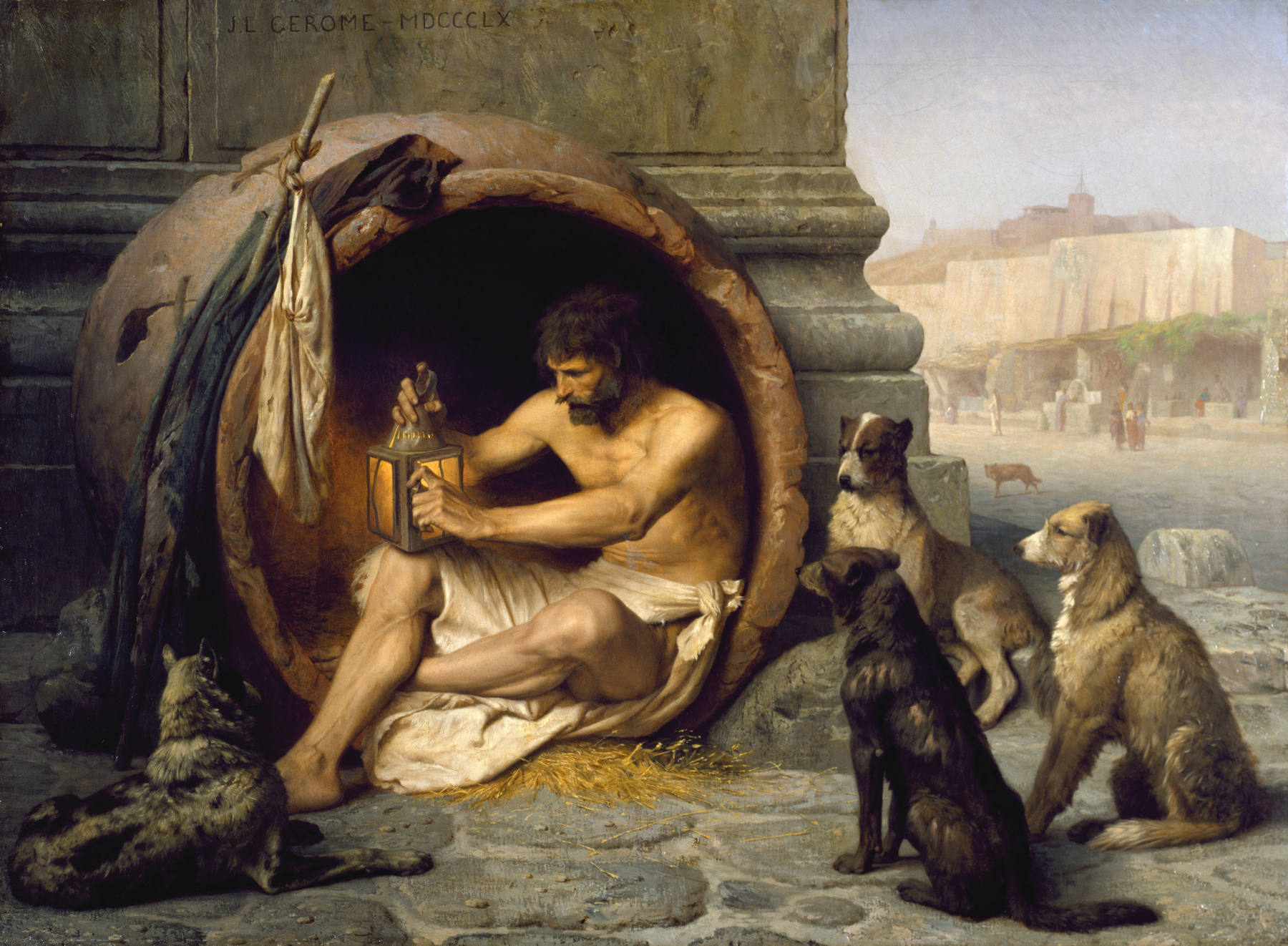
«Діоген». Картина Ж.-Л. Жерома. 19 століття

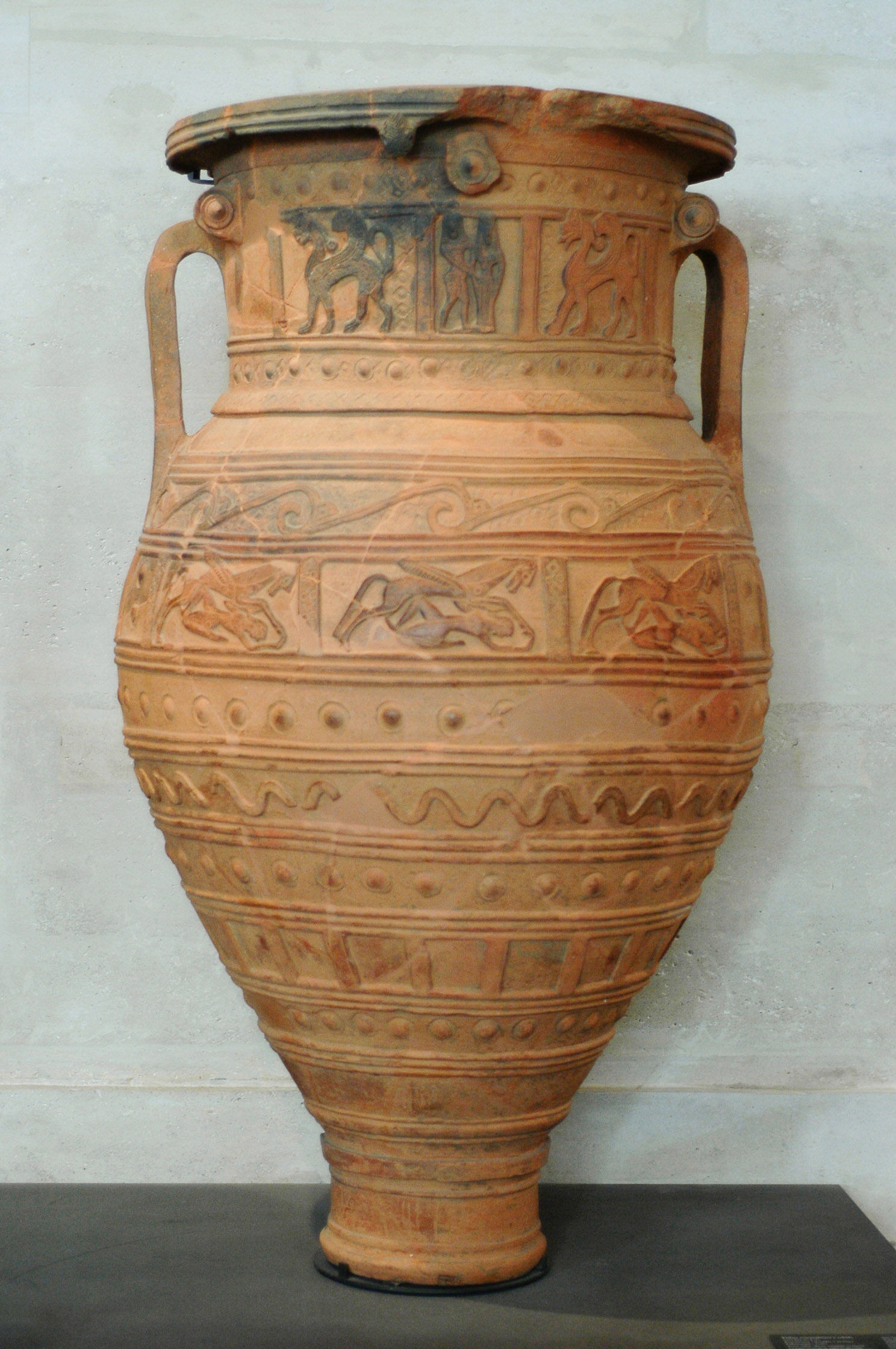
Піфос, острів Крит

Пі́фос, або пі́тос (грец. πίθος), — давньогрецький глиняний глек яйцюватої або кулястої форми, зазвичай, із широким горлом, яке накривали цегляною чи кам'яною лядою. Відомий з мікенської доби.

## Загальний опис
Завдяки міцності, довговічності та своїм теплоізоляційним властивостям, піфос набув поширення у всьому Середземномор'ї і довго слугував різним народам для зберігання й транспортування різноманітних товарів: зерна, вина, олії, солоної риби тощо. Залежно від призначення, піфос мав різні розміри та форми. Найбільші з них були у два метри заввишки. Піфоси для транспортування мали пласке дно, дві, чотири або навіть шість ручок для кріплення на кораблях та пересування. Стаціонарні піфоси для зберігання вина, олії чи збіжжя мали конічне дно, бо закопувалися у землю. На унікальні фізико-хімічні властивості кераміки, останнім часом звернули увагу винороби, які, у конкретних випадках, невдовзі планують повернутися від своїх дубових та сталевих бочок до піфосоподібних цегляних резервуарів.

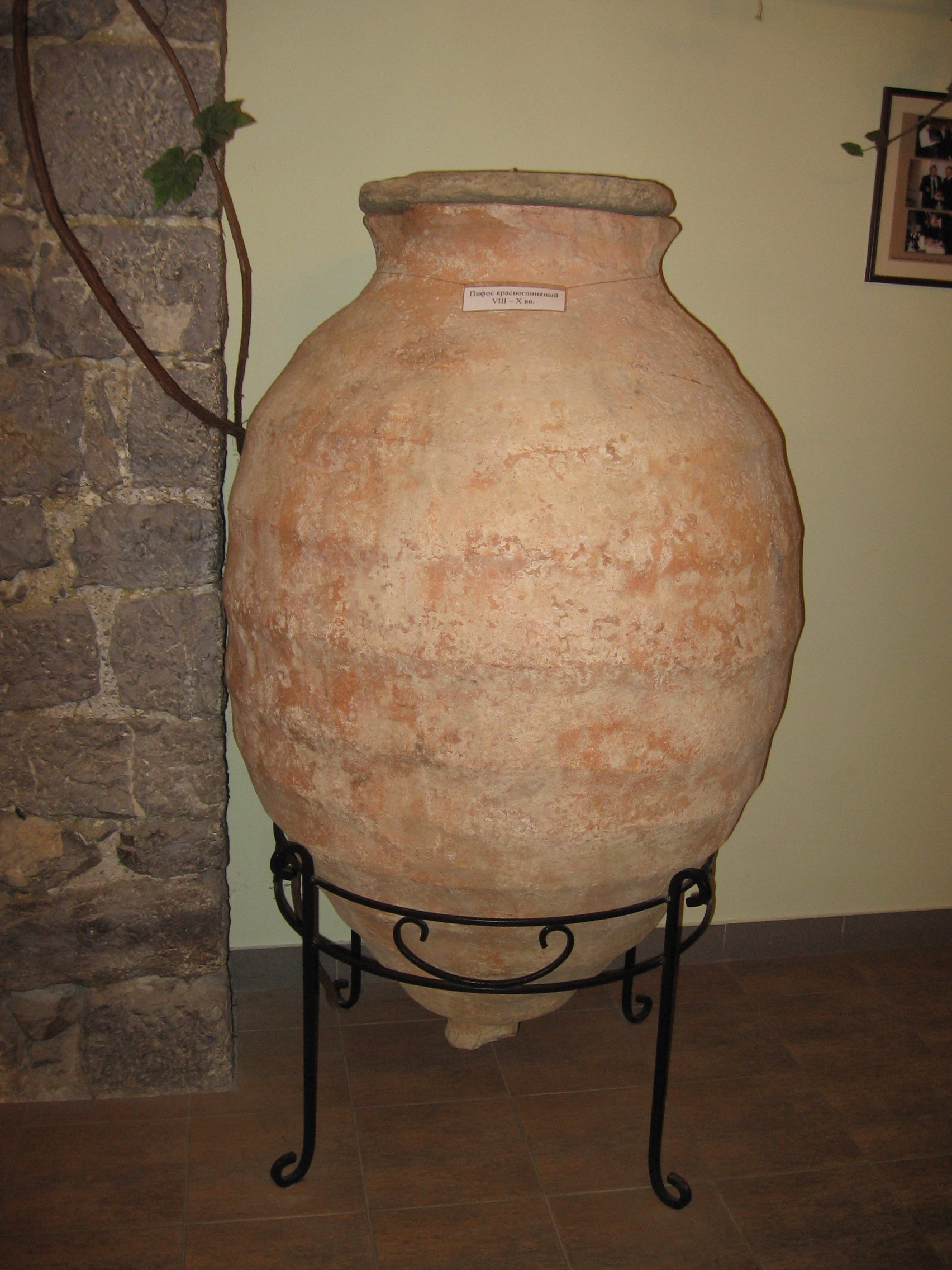
Піфос. 8-10 ст. н. е. Крим. Масандра.

Схожі за параметрами глеки ще й досі використовуються у народів Кавказу під назвою карас (вірм. Կարաս) та квеврі (груз. ქვევრის) — для виготовлення та зберігання вина, та Центральної Азії — для господарських запасів, але в першу чергу — для води.
У стародавні часи для деяких народів піфос також правив за домовину. Ця посудина стала широковідомою завдяки згадкам у байках про давньогрецького філософа-кініка Діогена, в яких стверджувалося, що він там жив. «Діогенів піфос» у сучасному лексиконі означає відхід на деякий час від буденності і роздуми про тлінність життя.